# Prodiaphania victoriae
Prodiaphania victoriae là một loài ruồi trong họ Tachinidae.